# Solitaire (film, 2007)
Pour les articles homonymes, voir Solitaire et Rogue.
Pour plus de détails, voir Fiche technique et Distribution.
Solitaire, ou Féroce au Québec (Rogue) est un film d'horreur australo-américain réalisé par Greg McLean, sorti en 2007.

## Synopsis
Une croisière touristique a lieu en Australie avec à son bord Pete McKell, journaliste américain. Survient un incident, le bateau fait naufrage et pendant que les passagers attendent les secours, un crocodile monstrueux mangeur d'Homme fait son apparition, tandis que la marée monte, lentement.

## Fiche technique
- Titres français : Solitaire ( France) et Féroce ( Québec) (Eaux troubles en DVD)
- Titre original : Rogue
- Réalisation : Greg McLean
- Scénario : Greg McLean
- Production : Matt Hearn, David Lightfoot, Greg McLean, Bob Weinstein et Harvey Weinstein
- Sociétés de production : Dimension Films et Village Roadshow Pictures
- Budget : 26,9 millions de dollars australiens (15,86 millions d'euros)
- Musique : François Tetaz
- Photographie : Will Gibson
- Montage : Jason Ballantine
- Décors : Robert Webb
- Direction artistique : Lucinda Thomson
- Pays d'origine : Australie, États-Unis
- Format : Couleurs - 1,85:1 - Dolby Digital - 35 mm
- Genre : Action, aventure, horreur, thriller
- Durée : 92 minutes
- Dates de sortie : 6 octobre 2007 (festival de Sitges), 8 novembre 2007 (Australie), 27 janvier 2008 (festival de Gérardmer), 25 avril 2008 (États-Unis), 13 août 2008 (France)

## Distribution
Légende : VF = Version Française[réf. nécessaire] et VQ = Version Québécoise
- Radha Mitchell (VF : Rafaèle Moutier ; VQ : Camille Cyr-Desmarais) : Kate Ryan
- Michael Vartan (VF : Boris Rehlinger ; VQ : Daniel Picard) : Pete McKell
- Sam Worthington (VF : Axel Kiener ; VQ : Gilbert Lachance) : Neil Kelly
- Caroline Brazier (VF : Josy Bernard ; VQ : Marika Lhoumeau) : Mary Ellen
- Stephen Curry (VF : Vincent Ropion ; VQ : Tristan Harvey) : Simon
- Celia Ireland (VQ : Lisette Dufour) : Gwen
- John Jarratt (VQ : Mario Desmarais) : Russell
- Heather Mitchell (VQ : Chantal Baril) : Elizabeth
- Geoff Morrell (VF : Gabriel Le Doze ; VQ : Denis Mercier) : Allen
- Damien Richardson : Collin
- Robert Taylor (VF : Philippe Vincent ; VQ : Pierre Therrien) : Everett Kennedy
- Mia Wasikowska (VQ : Claudia-Laurie Corbeil) : Sherry
- Barry Otto : Merv

## Autour du film
- Le tournage s'est déroulé du 14 novembre 2005 au 17 février 2006 en Territoire du Nord, ainsi qu'à Victoria, en Australie.
- Solitaire est sorti la même année que Black Water (2007), un autre film d'horreur australien mettant en scène un groupe de touristes assiégés par un crocodile.
- Lors du générique, on peut entendre une reprise de Never Smile at a Crocodile, clin d'œil au crocodile de Peter Pan (1953).
- Ce film est basé sur une histoire vraie, des touristes qui ont fait naufrage et qui, en attendant les secours, sont attaqués par un crocodile marin.
- Le film est sorti en DVD chez TF1 Vidéo en 2009 sous le titre Eaux troubles.

## Distinctions
- Prix des meilleurs effets spéciaux pour Andrew Hellen, Dave Morley, Jason Bath et John Cox, lors des Australian Film Institute Awards en 2007.
- Nomination au prix du meilleur film, par l'Australian Writers' Guild en 2007.